# Parachaea despagnesi
Parachaea despagnesi är en fjärilsart som beskrevs av Achille Guenée 1852. Parachaea despagnesi ingår i släktet Parachaea och familjen nattflyn. Inga underarter finns listade i Catalogue of Life.